# Championnat d'Europe masculin de rink hockey 2006
Navigation
Championnat d'Europe masculin 2004 Championnat d'Europe masculin 2008
Le Championnat d'Europe de rink hockey 2006 est la 47e édition du championnat d'Europe de rink hockey masculin, la compétition européenne de rink hockey qui a lieu tous les deux ans. La compétition s'est déroulée à Monza, en Italie dans le Pallazo dello Sport, aussi connu comme Pala Candy, entre le 16 et le 22 juillet. L'Espagne a remporté cette compétition pour la 13e fois, en battant la Suisse 2-0 en finale. Le Portugal finit sur la 3e place du podium, en battant l'Italie 5-4. La compétition faisait partie des Euro Roller Games 2006, qui regroupaient différentes compétitions européennes de roller au sein du Pallazo dello Sport dont les championnats européens de patinage de vitesse et de patinage artistique.

## Format
Les 9 équipes participant sont réparties dans 3 groupes de 3 équipes chacune. Chaque équipe joue contre les autres équipes du même groupe et toutes les équipes sont qualifiées pour les quarts de finale, à l'exception de la moins bonne des équipes classées 3e.
Ensuite, les perdants et l'équipe qui n'a pas été en quart de finale jouent dans une poule pour attribuer les places 5 à 9. Si des équipes se sont déjà rencontrées avant cette poule, le match ne sera pas rejoué : les résultats de la phase I sont pris en compte.
Les vainqueurs des quarts de finale se rencontrent selon le système d'élimination directe. Un match est également joué pour les 3e et 4e places entre les perdants des demi-finales.
Tous les matchs durent 40 minutes, divisées en 2 mi-temps de 20 minutes, au lieu des 50 minutes habituelles en championnat.

## Phase I

### Groupe A
| Équipe     | J | G | N | P | +  | -  | Diff. | Pts |
| ---------- | - | - | - | - | -- | -- | ----- | --- |
| Espagne    | 2 | 2 | 0 | 0 | 12 | 2  | +10   | 6   |
| France     | 2 | 1 | 0 | 1 | 7  | 4  | +3    | 3   |
| Angleterre | 2 | 0 | 0 | 2 | 0  | 13 | -13   | 0   |

| 17 juillet 2006 17:00 | Espagne | 8–0 | Angleterre | Arbitre : WOLTER, JURGEN (Allemagne) |
|                       | Lluís Teixidó - 3e Pedro Gil - 5e, 9e, 12e, 33e Eduard Fernández - 16e Josep Maria Roca - 21e Jordi Bargallo - 25e |     |            |                                      |
|                       | (Rapport) |     |            |                                      |

| 18 juillet 2006 17:00 | Angleterre | 0–5 | France                                                                          | Arbitre : BISACCO, ALBERTO (Italie) |
|                       |            |     | Henry Guirec - 12e, 38e Sébastien Furstenberger - 14e, 19e Baptiste Lucas - 19e |                                     |

| 19 juillet 2006 17:00 | France                                     | 2–4 | Espagne                                                   | Arbitre : LAMELA, REGO (Portugal) |  |
|                       | Igor Tarassioux - 12e Julien Huvelin - 15e |     | Marc Gual - 6e, 6e Eduard Fernández - 32e Pedro Gil - 25e |                                   |  |
|                       | (Rapport)                                  |     |                                                           |                                   |  |

### Groupe B
| Équipe    | J | G | N | P | +  | -  | Diff. | Pts |
| --------- | - | - | - | - | -- | -- | ----- | --- |
| Italie    | 2 | 2 | 0 | 0 | 11 | 1  | +10   | 6   |
| Allemagne | 2 | 1 | 0 | 1 | 6  | 10 | -4    | 3   |
| Autriche  | 2 | 0 | 0 | 2 | 3  | 9  | -6    | 0   |

| 17 juillet 2006 19:00 | Italie | 7–1 | Allemagne           | Arbitre : LAMELA, REGO (Portugal) |  |
|                       | Alessandro Bertolucci - 4e, 6e Francesco Dolce - 5e, 14e, 18e Leonardo Squeo - 28e Alberto Peripolli - 30e |     | Dominik Brandt - 7e |                                   |  |
|                       | (Rapport)                                                                                                  |     |                     |                                   |  |

| 18 juillet 2006 19:00 | Autriche                                                  | 3–5 | Allemagne                                                             | Arbitre : SORENSEN, ANTON (Pays-Bas) |  |
|                       | David Huber - 22e Thomas Simcic - 34e Thomas Haller - 38e |     | Felix Bender - 1re, 32e Dominik Brandt - 6e, 36e Andre Kulossek - 23e |                                      |  |
|                       | (Rapport)                                                 |     |                                                                       |                                      |  |

| 19 juillet 2006 19:00 | Italie                                                                                     | 4–0 | Autriche | Arbitre : WOLTER, JURGEN (Allemagne) |
|                       | Alessandro Bertolucci - e Francesco Dolce - 4e Davide Motaran - 20e Mirco Bertolucci - 21e |     |          |                                      |
|                       | (Rapport)                                                                                  |     |          |                                      |

### Groupe C
| Équipe   | J | G | N | P | +  | - | Diff. | Pts |
| -------- | - | - | - | - | -- | - | ----- | --- |
| Portugal | 2 | 2 | 0 | 0 | 10 | 0 | +10   | 6   |
| Suisse   | 2 | 1 | 0 | 1 | 4  | 9 | -5    | 3   |
| Andorre  | 2 | 0 | 0 | 2 | 2  | 7 | -5    | 0   |

| 17 juillet 2006 21:30 | Portugal                                                   | 3–0 | Andorre | Arbitre : Sorensen, Anton (Pays-Bas) |
|                       | Valter Neves - 7e Reinaldo Ventura - 16e Jorge Silva - 33e |     |         |                                      |
|                       | (Rapport)                                                  |     |         |                                      |

| 18 juillet 2006 21:30 | Suisse    | 0–7 | Portugal | Arbitre : FERMI, GIANNI (Italie) |
|                       |           |     | Sérgio Silva - 14e, 20e Ricardo Barreiros - 18e Jorge Silva - 30e, 36e Vítor Hugo - 38e Reinaldo Ventura - 39e |                                  |
|                       | (Rapport) |     | |                                  |

| 19 juillet 2006 21:30 | Suisse                                                            | 4–2 | Andorre                                  | Arbitre : BISACCO, ALBERTO (Italie) |  |
|                       | Michael Muller - 3e, 8e Florian Brentini - 21e Gael Jimenez - 34e |     | Marc Montardit - 35e Ramon Bassols - 39e |                                     |  |

## Phase Finale

### Résumé
|  | Quarts de finale   | Quarts de finale   |                    |                    | Demi-finales           | Demi-finales           |      |  | Finale             | Finale             |
|  | Quarts de finale   | Quarts de finale   |                    |                    | Demi-finales           | Demi-finales           |      |  | Finale             | Finale             |
|  |                    |                    |                    |                    |                        |                        |      |  |                    |                    |
|  | 20 juillet - 21.30 | 20 juillet - 21.30 |                    |                    | 21 juillet - 18.30     | 21 juillet - 18.30     |      |  | 22 juillet - 21.30 | 22 juillet - 21.30 |
|  | 20 juillet - 21.30 | 20 juillet - 21.30 |                    |                    | 21 juillet - 18.30     | 21 juillet - 18.30     |      |  | 22 juillet - 21.30 | 22 juillet - 21.30 |
|  | Portugal           | 24                 |                    |                    | 21 juillet - 18.30     | 21 juillet - 18.30     |      |  | 22 juillet - 21.30 | 22 juillet - 21.30 |
|  | Portugal           | 24                 |                    |                    | 21 juillet - 18.30     | 21 juillet - 18.30     |      |  | 22 juillet - 21.30 | 22 juillet - 21.30 |
|  | Autriche           | 0                  |                    |                    | 21 juillet - 18.30     | 21 juillet - 18.30     |      |  | 22 juillet - 21.30 | 22 juillet - 21.30 |
|  | Autriche           | 0                  | Portugal           | 1                  |                        |                        |      |  | 22 juillet - 21.30 | 22 juillet - 21.30 |
|  | 20 juillet - 17.30 |                    | Portugal           | 1                  |                        |                        |      |  | 22 juillet - 21.30 | 22 juillet - 21.30 |
|  |                    | Espagne            | 5                  |                    |                        |                        |      |  | 22 juillet - 21.30 | 22 juillet - 21.30 |
|  | Espagne            | Espagne            | 5                  | 10                 |                        |                        |      |  | 22 juillet - 21.30 | 22 juillet - 21.30 |
|  | Espagne            |                    |                    | 10                 |                        |                        |      |  | 22 juillet - 21.30 | 22 juillet - 21.30 |
|  | Allemagne          | 0                  |                    |                    |                        |                        |      |  | 22 juillet - 21.30 | 22 juillet - 21.30 |
|  | Allemagne          | 0                  | Espagne            | 2                  |                        |                        |      |  |                    |                    |
|  | 20 juillet - 19.30 |                    | Espagne            | 2                  |                        |                        |      |  |                    |                    |
|  |                    | Suisse             | 0                  |                    |                        |                        |      |  |                    |                    |
|  | Italie             | Suisse             | 0                  | 11                 |                        |                        |      |  |                    |                    |
|  | Italie             | 21 juillet - 21.15 |                    | 11                 |                        |                        |      |  |                    |                    |
|  | Andorre            | 1                  |                    |                    |                        |                        |      |  |                    |                    |
|  | Andorre            | 1                  | Italie             | 2(3)               |                        |                        |      |  |                    |                    |
|  | 20 juillet - 15.30 | 20 juillet - 15.30 | Italie             | 2(3)               | Match pour la 3e place | Match pour la 3e place |      |  |                    |                    |
|  | 20 juillet - 15.30 | 20 juillet - 15.30 |                    | Suisse (PEN)       | Match pour la 3e place | Match pour la 3e place | 2(5) |  |                    |                    |
|  | France             | 3                  | 22 juillet - 18.30 | 22 juillet - 18.30 |                        |                        | 2(5) |  |                    |                    |
|  | France             | 3                  | 22 juillet - 18.30 | 22 juillet - 18.30 |                        |                        |      |  |                    |                    |
|  | Suisse             | 4                  |                    | Portugal           | 5                      |                        |      |  |                    |                    |
|  | Suisse             | 4                  |                    | Portugal           | 5                      |                        |      |  |                    |                    |
|  |                    |                    |                    |                    |                        |                        |      |  | Italie             | 4                  |
|  |                    |                    |                    |                    |                        |                        |      |  | Italie             | 4                  |

| Champion d'Europe 2006 de rink hockey |
| ------------------------------------- |
| Espagne Treizième titre               |

## Poule pour les places 5 à 9
| Pos. | Équipe     | J | G | N | P | +  | -  | Diff. | Pts |
| ---- | ---------- | - | - | - | - | -- | -- | ----- | --- |
| 5    | France     | 4 | 4 | 0 | 0 | 18 | 2  | +16   | 12  |
| 6    | Angleterre | 4 | 3 | 0 | 1 | 15 | 12 | +3    | 9   |
| 7    | Allemagne  | 4 | 2 | 0 | 2 | 7  | 7  | 0     | 6   |
| 8    | Andorre    | 4 | 1 | 0 | 3 | 13 | 10 | +3    | 3   |
| 9    | Autriche   | 4 | 0 | 0 | 4 | 10 | 32 | -22   | 0   |

## Classement Final
| Pos. | Équipe     | J | G | N | P | +  | -  | Diff. | Pts |
| ---- | ---------- | - | - | - | - | -- | -- | ----- | --- |
| 1    | Espagne    | 5 | 5 | 0 | 0 | 29 | 3  | +26   | 15  |
| 2    | Suisse     | 5 | 2 | 1 | 2 | 10 | 16 | -6    | 7   |
| 3    | Portugal   | 5 | 4 | 0 | 1 | 40 | 9  | +31   | 12  |
| 4    | Italie     | 5 | 3 | 1 | 1 | 28 | 9  | +19   | 10  |
| 5    | France     | 6 | 4 | 0 | 2 | 23 | 10 | +13   | 12  |
| 6    | Angleterre | 5 | 3 | 0 | 2 | 15 | 20 | -5    | 9   |
| 7    | Allemagne  | 6 | 2 | 0 | 4 | 8  | 24 | -16   | 6   |
| 8    | Andorre    | 7 | 1 | 0 | 6 | 16 | 28 | -12   | 3   |
| 9    | Autriche   | 6 | 0 | 0 | 6 | 10 | 60 | -50   | 0   |

## Buteurs
| 12 buts - Francesco Dolce 9 buts - James Taylor 8 buts - Ramon Bassols - Ricardo Barreiros 7 buts - Henry Guirec - Vítor Hugo - Reinaldo Ventura - Marc Gual - Pedro Gil 6 buts - Sérgio Silva - Jorge Silva 5 buts - Mirco Bertolucci 4 buts - David Huber - Brendan Barker - Baptiste Lucas - Dominik Brandt - Davide Motaran - Josep Maria Ordeig | 3 buts - Sylvain Brochard - Sébastien Furstenberger - Rémy Hourcq - Alessandro Bertolucci - Eduard Fernández - Lluís Teixidó - Florian Brentini - Michael Muller 2 buts - Alex Martin - Marc Montardit - Ivan Villaro - Thomas Haller - Igor Tarassioux - Felix Bender - Mattia Cocco - Valter Neves - Tiago Rafael - Pedro Moreira - Sergi Panadero - Josep Maria Roca | 1 but - Guillem Sarle - Juan Sebastian - Gunter Faul - Manuel Parfant - Thomas Simcic - Michael Schwendinger - Andrew Gregory - Karl Smith - Julien Huvelin - Andre Kussolek - Marc Schinkowski - Leonardo Squeo - Alberto Peripolli - Jordi Bargallo - Matthieu Brentini - Federico Garcia-Mendez - Stefan Rubi - Gael Jimenez |

## Équipes
Cliquez sur Dérouler pour voir le détail de chacune des sélections engagées dans la compétition.